# Genista humifusa
Genista humifusa är en ärtväxtart som beskrevs av Carl von Linné. Genista humifusa ingår i släktet ginster, och familjen ärtväxter. Inga underarter finns listade i Catalogue of Life.